# Euphorbia fwambensis
Euphorbia fwambensis är en törelväxtart som först beskrevs av Nicholas Edward Brown, och fick sitt nu gällande namn av Peter Vincent Bruyns. Euphorbia fwambensis ingår i släktet törlar, och familjen törelväxter. Inga underarter finns listade i Catalogue of Life.